# Leben um Leben (1916)
Leben um Leben ist ein deutsches Stummfilmdrama aus dem Jahre 1916 von Richard Eichberg. Die Hauptrollen spielen Ellen Richter und Erich Kaiser-Titz.

## Handlung
Kurt Frederich und Peter Tomson sind die Eigner einer Privatbank. Aus nicht weiter erläuterten Gründen hegt die Abenteurerin Fürstin Metschersky Hassgefühle gegen Tomson und versucht, ihm massiv zu schaden. Mit Hilfe des Sträflings Peppo Pastia, der bei ihr als Onkel Pedro Costa lebt, versucht sie die beiden Bänker auseinanderzubringen. Außerdem bezichtigt sie Tomsons Gattin des Diebstahls. Fürstin Carmen versucht, Kurt Frederich mit den Waffen einer Frau gefügig zu machen und erreicht, dass dieser sie und ihren „Onkel“ Pedro bei sich in seinem Haus aufnimmt.
Doch Pedros Eifersucht auf den attraktiven Bankier führt dazu, dass der Ganove während einer Jagd auf Kurt schießt und ihn dabei schwer verwundet. Pedro versucht daraufhin Carmen dazu zu überreden, mit ihr zu fliehen, doch diese weigert sich. Um sie dazu zu zwingen, plant Pedro alias Peppo einen zweiten Anschlag auf Kurt Frederich, der jedoch im letzten Moment verhindert werden kann. Dieser wirft daraufhin das Verbrecherpaar aus seiner Villa. Im bitterkalten Winter verirren sich Carmen und Pedro in der Wildnis und erfrieren.

## Produktionsnotizen
Leben um Leben war eine Fortsetzung des 1915 erschienenen Films Das Tagebuch Collins und entstand im Januar/Februar 1916 in Krummhübel im Riesengebirge. Nach der Zensurvorlage im Februar 1916 wurde ein Jugendverbot ausgesprochen. Die Uraufführung war am 22. April 1916 im Berliner Union-Theater. Der vieraktige Film war 1398 Meter lang.

## Kritik
In Paimann’s Filmlisten ist zu lesen: „Stoff, Spiel und Photos sehr gut, Schluß schwächer.“